# Национален парк Махале
Национален парк Махале лежи на бреговете на езерото Танганика в западна Танзания. Кръстен е на планината Махале, която влиза в границите му. Паркът е едва една от двете защитени територии за шимпанзета в страната. Другият е Национален парк Гомбе Стрийм, станал известен с дейността на Джейн Гудол. Освен това, паркът е един от малкото, които трябва да бъдат обходени пеша, защото няма пътища или друга инфраструктура, а единствения изход навън е през лодка на езерото.
Национален парк Махале е дом на най-голямата известна популация на шимпанзета.